# Eumegistus
Eumegistus is een geslacht van straalvinnige vissen uit de familie van zilvervissen (Bramidae).

## Soorten
- Eumegistus brevorti (Poey, 1860)
- Eumegistus illustris (Jordan & Jordan, 1922)